# Tătărăștii de Jos (gmina)
Tătărăștii de Jos – gmina w Rumunii, w okręgu Teleorman. Obejmuje miejscowości Lada, Negrenii de Sus, Negrenii-Osebiți, Negreni, Obârtu, Slăvești i Tătărăștii de Jos. W 2011 roku liczyła 3779 mieszkańców. 